# Christine (Teksas)
Christine – miasto w Stanach Zjednoczonych, w stanie Teksas, w hrabstwie Atascosa.